# Öratjärnen (Tuna socken, Medelpad)
Öratjärnen är en sjö i Sundsvalls kommun i Medelpad och ingår i Selångersåns huvudavrinningsområde. Sjön är 5,6 meter djup, har en yta på 0,03 kvadratkilometer och befinner sig 223 meter över havet.